# Prințesa Sophie von Hohenberg
Prințesa Sophie de Hohenberg (germană Sophie Fürstin von Hohenberg; 27 iulie 1901 – 27 octombrie 1990) a fost singura fiică a Arhiducelui Franz Ferdinand al Austriei și a soției lui morganatice, Sofia, Ducesă de Hohenberg.
După asasinarea părinților ei, Sophie și cei doi frați ai ei, Maximilian și Ernst au fost luați în grija prietenului tatălui lor, Prințul Jaroslav von Thun und Hohenstein.
La 8 septembrie 1920 Sophie s-a căsătorit cu Contele Friedrich von Nostitz-Rieneck (1891–1973), fiul cel mare al lui Erwein Nostitz-Rieneck și al Amaliei Podstatzky-Lichtenstein.